# Virbalina
Virbalina is een geslacht van uitgestorven kreeftachtigen uit de klasse van de Ostracoda (mosselkreeftjes).

## Soort
- Virbalina virbalina Sidaravichiene, 1992 †